# Pokabius sokovus
Pokabius sokovus är en mångfotingart som först beskrevs av Chamberlin 1909.  Pokabius sokovus ingår i släktet Pokabius och familjen stenkrypare. Inga underarter finns listade i Catalogue of Life.